# 오마에역
오마에역(일본어: 大前駅)은 일본 군마현 아가쓰마군 쓰마고이촌에 위치한 동일본 여객철도 아가쓰마 선의 철도역이다. 이 노선의 종착역이며, 단선 승강장 1면 1선의 구조를 갖춘 지상역이다. 또한 해발 840.4m 지점에 위치해있어, 산간부에 위치한다.

## 이용 현황
| 승차 인원 추이 | 승차 인원 추이 |
| 연도           | 1일 평균       |
| -------------- | -------------- |
| 2002           | 42             |
| 2003           | 52             |
| 2004           | 52             |
| 2005           | 50             |
| 2006           | 62             |
| 2007           | 49             |
| 2008           | 48             |
| 2009           | 38             |
| 2010           | 46             |
| 2011           | 50             |

## 역 주변
- 국도 제144호선 · 국도 제406호선
- 아가쓰마 강

## 역사
- 1971년 3월 7일 : 아가쓰마 선 · 나가노하라 역 - 당 역 간 개업 때에 설치.
- 1987년 4월 1일 : 일본국유철도 분할 민영화에 의해, 동일본 여객철도가 승계.

## 인접 역
| 동일본 여객철도 아가쓰마 선                | 동일본 여객철도 아가쓰마 선 | 동일본 여객철도 아가쓰마 선 |
| ------------------------------------------ | --------------------------- | --------------------------- |
| 만자 · 카자와구치 다카사키 · 시부카와 방면 | ■ 아가쓰마 선               | 시·종착역                   |